# Eu Só Quero Ser Livre
Eu Só Quero Ser Livre é o álbum de estréia da cantora brasileira de funk melody Perlla. Foi o primeiro álbum da cantora e fez muito sucesso em sua época de lançamento.

## Desenvolvimento
As músicas mais conhecidas foram: "Tremendo Vacilão", carro-chefe do álbum, "Totalmente Demais" (tal música esteve presente na trilha sonora da novela da Rede Globo, Cobras & Lagartos), "Eu Vou" (faixa escolhida como música tema do extinto quadro "Vou Não Vou" do programa Pânico na TV) e "Depois do Amor", esta última lançada em duas versões: a versão deste álbum (versão solo) e a versão de Mais Perto (com a participação do cantor Belo).

## Faixas
1. "Eu Vou"
2. "Tremendo Vacilão"
3. "Totalmente Demais"
4. "Estórias de Caô"
5. "Já Não Somos Mais Livres"
6. "Cansado"
7. "Pára de se Iludir"
8. "Beijo Bom"
9. "Groove Dance"
10. "Depois do Amor"
11. "Tudo Bem"
12. "Males"
13. "Eu Vou" (Extended)
14. "Groove Dance" (Extented)

## Vendas e certificações
| País / Certificadora | Certificação | Vendas  |
| -------------------- | ------------ | ------- |
| Brasil / ABPD        | Ouro         | 100.000 |